# Naga-vuurballen
De Naga-vuurballen, ook wel Mekong-vuurballen genoemd, is een lichtfenomeen dat zich voordoet boven de rivier de Mekong en dit tussen Isan in Thailand en Laos. Vanuit het water stijgen rode ballen op (tot de grootte van een basketbal) en verdwijnen tientallen tot honderden meters hoger zonder ergens enige vorm van hoorbaar geluid te maken. Dit fenomeen doet zich voor over een afstand van 250 km op een plaats waar de rivier 500 tot 800 meter breed is. Ook stijgen er dergelijke ballen uit nabijgelegen rivieren en meren. Er is nog geen afdoende wetenschappelijke uitleg hoe deze ballen ontstaan.
De vuurballen kunnen op elk moment verschijnen, maar er is een opmerkelijke stijging tijdens de laatste dagen van oktober, die samenvallen met de festiviteiten van Wan Awk Pansa (= het einde van Vassa) en het einde van het regenseizoen. Dit is echter geen garantie: er zijn jaren bekend waar het hoogtepunt pas enkele dagen na de festiviteiten viel.

## Bekendheid
De vuurballen zijn lange tijd onbekend gebleven buiten het betreffende gebied. Pas aan het begin van 1990 kregen de festiviteiten meer aandacht, waardoor de vuurballen wereldwijd bekend werden.

## Mythe
De lokale bevolking beweert dat hun voorouders de vuurballen al zagen. Er bestaat hierover een mythe. In de Mekong leven Naga's die regelmatig vuur spuwen tijdens hun reis. Aan het einde van het regenseizoen keert Boeddha van de hemel terug naar aarde. De Phaya Naga (= koning van de Naga's) begroet Boeddha uit respect veelvuldig. Dit laatste verklaart dan waarom er in deze periode opmerkelijk meer verschijningen zijn.

## Mogelijke verklaringen
- Volgens scepticus Brian Dunning worden de vuurballen op een of andere manier afgeschoten. De vuurballen worden door de lokale bevolking onthaald als vuurwerk en telkens er eentje opstijgt is er applaus en gejouw. Als men aan de overkant van de Mekong iets zou afschieten, zou het ongeveer 2,5 seconden duren eer dat geluid de toeschouwers heeft bereikt. Op dat ogenblik is er ofwel nog te veel gejuich bij het publiek waardoor het schot niet hoorbaar is, ofwel is het schot zo stil dat het de afstand al niet overbrugt. Volgens hem is het onmogelijk dat de vuurballen ontstaan door een of andere natuurlijke chemische reactie[2]
- In 2002 was er sprake van dat soldaten uit Laos al jaren verantwoordelijk zouden zijn voor een optische illusie die deze vuurballen verklaarde. De festiviteiten van het einde van het regenseizoen en "Wan Awk Pansa" vallen in Thailand niet altijd op dezelfde avond als in Laos. Dat zou verklaren waarom het toppunt van vuurballen soms later is. Er is echter nooit bewijs gevonden dat het leger uit Laos betrokken partij is.
- In de sedimenten van de Mekong zitten gassen. Deze gassen ontsnappen. Een onbekend chemisch proces zorgt ervoor dat het gas ontbrandt bij het verlaten van het water.
- Sommige sceptici beweren dat de vuurballen een hoax zijn, aangezien het fenomeen financieel interessant is. Anderen zijn van mening dat dit bijna niet kan: als de vuurballen al bekend waren bij voorouders en deze opstijgen over een afstand van 250 km, dan is het quasi onmogelijk om dit strikt geheim te houden omdat er te veel mensen bij betrokken zouden zijn.
- De vuurballen worden veroorzaakt door een variant op de Chinese vuurballon.